# Vekunta nitida
Vekunta nitida är en insektsart som först beskrevs av Bierman 1910.  Vekunta nitida ingår i släktet Vekunta och familjen Derbidae. Inga underarter finns listade i Catalogue of Life.